# 趙孝
趙孝（？年—？年），字長平，沛國蘄（今安徽省宿州）人。女兒趙阿。東漢長樂衛尉。

## 生平
趙孝父親趙普，王莽時任田禾將軍，任命趙孝爲郎官。趙孝每次回鄉，總是穿粗衣，挑著行禮步行回家。曾從長安返鄉，想在驛站那歇息。亭長聽聞趙孝會在此經過，知道有貴客要來，特地打掃等候。趙孝抵達後，沒有說自己的名字，亭長不肯讓他住宿，問說：「聽說田禾將軍的兒子從長安來，甚麼時候會到呢？」趙孝說：「很快就會到了。」於是就離開了。

### 手足之情
天下大亂，時常發生人吃人的現象。趙孝之弟趙禮被強盜抓走，趙孝聽說後，就將自己綑綁到強盜之處，說：「趙禮瘦弱，不像我趙孝肥胖。」強盜們很是驚訝，便將兩人都釋放了，對他們兄弟說：「你們可以暫時回家，拿點糧食來。」趙孝找不到糧食，回去告訴強盜們，願意讓他們烹食。眾人覺得奇怪，便不加害他。鄉里的人們佩服他的義氣。州郡征召，趙孝進退以禮。被舉爲孝廉，趙孝沒有接受。
建武初，糧食短缺，趙孝總是將糧食讓給趙禮夫妻吃，趙孝夫妻只吃蔬菜，趙禮夫妻每次回家，趙孝都跟他們說他吃過了，日子久了，趙禮開始懷疑，被發現後，趙禮開始拒食，最後兩家總是一起吃飯，兄弟感情良好，鄉里歸德。

### 兄弟仕官
永平年間，趙孝被征召到太尉府，漢明帝聽聞趙孝品行良好，任命他為諫議大夫，升爲侍中，又升任為長樂衛尉。又召其弟趙禮為禦史中丞。趙禮也恭謙行己，品行和趙孝差不多。漢明帝嘉獎他們兄弟的行為，想禮遇他們。詔趙禮十天一次到衛尉府，太官送酒食，讓他們相對盡歡。幾年後，趙禮去世，漢明帝命趙孝從官屬送喪歸葬。後一年多，以衛尉優賜其假返家。後在家中去世。趙孝沒有兒子，於是拜趙禮的兩個兒子為郎官。

## 延伸阅读
[在维基数据编辑]
 《後漢書·卷39》，出自范晔《後漢書》
 《東觀漢記》